# Paamiut
Paamiut (Pâmiut avant 1973) est une localité du Groenland située dans la municipalité de Sermersooq.

## Géographie
Paamiut est située sur la côte sud-ouest du Groenland, baignée par la mer du Labrador.

## Histoire
Paamiut est fondé en 1742 sous le nom de Frederikshaab (« espoir de Frédéric ») en l'honneur de Frédéric, prince héritier du royaume de Danemark. La petite communauté vit du commerce de la fourrure et de la pêche à la baleine.
Jusqu’au 31 décembre 2008, elle est le chef-lieu de la municipalité de Paamiut. Le 1er janvier 2009, Paamiut est intégrée dans la nouvelle municipalité de Sermersooq.

## Démographie
Par sa population, Paamiut constitue la 9e ville du Groenland avec 1 581 habitants en 2012.